# Сарала (село)
Сарала́ (хак. Сыралығ ӱӱс) — село в западной части Орджоникидзевского района Хакасии. Расположено в горно-таёжной местности на одноименной реке Сарала.
Число хозяйств — 554, население — 1080 человек.

## История
Улус Сарала образован коренным населением — хакасами — в I половине XVIII в. Вокруг располагались рудники. В 1920 здесь действовали отряды антисоветских повстанцев Соловьева и Олиферова, на борьбу с которыми был направлен отряд под командованием А. П. Гайдара. 
В 1957 году на площади поселка был сооружен обелиск в память 17 борцам за народное дело, восстановлена часть имен расстрелянных партизан по воспоминаниям Н.И. Шушеначева : А.А. Кочкина, Ф.М. Кукарцева, Г.В. Ковригина, Т. Помогаева, А.А. Сенкевича, Н.В. Тартачакова, И. Шушеначева, пять братьев Янгуловых .
В советские годы основным направлением хозяйства стала лесозаготовительная промышленность. В 90-е гг. XX в. многие предприятия обанкротились. В настоящее время действуют Саралинский лесхоз, подхоз. Работает больница, поликлиника.

## Население
| 1939   | 2002  | 2010 | 2012 | 2013 | 2014 | 2015 |
| ------ | ----- | ---- | ---- | ---- | ---- | ---- |
| 14 729 | ↘1261 | ↘918 | ↘839 | ↘807 | ↘771 | ↘751 |
| 2016   | 2017  | 2018 | 2019 | 2020 | 2021 |      |
| ↘731   | ↘716  | ↘676 | ↘632 | ↘624 | ↗736 |      |

## Саралинский золоторудный район
Геологически и географически обособленная площадь в пределах территории Кузнецкого Алатау с развитыми в её пределах месторождениями и проявлениями рудного и россыпного золота. Наиболее значительным его подразделением является Саралинское рудное поле, расположенное в центральной части восточного склона Кузнецкого Алатау в пределах Терсинско-Юзикской структурно-формационной зоны. В структурном отношении рудное поле представляет собой антиклинальную складку с осью, погружающейся на север, сложенную терригенно-вулканогенными толщами верхнепротерозойского возраста. Широко развиты габбродиоритовые и плагиогранитные интрузии и субмеридиональные дайки диабазов. Рудное поле разбито многочисленными трещинами, имеющими различную ориентировку и амплитуду смещения по ним. Большая часть трещин минерализована в процессе дайкообразования и гидротермальной деятельности. Единственным морфологическим типом золотого оруденения, имеющим промышленное значение, в рудном поле в настоящее время являются золоторудные кварцевые жилы. Руды относятся к золото-кварц-сульфидной формации. В районе развиты как молодые четвертичные, так и другие россыпи. Включает в себя месторождения и проявления рудного золота (Саралинское, Ивановское, Туманное, Веркинское месторождения и др.), а также месторождения и проявления россыпного золота, приуроченные к долинам водотоков (бассейн рек Сарала, Верка, Избасс, Бобровая и др.). Золотодобыча ведётся как из коренных месторождений (Саралинское), так и из аллювиальных техногенных россыпей, ранее значительно отработанных и распространённых по всей площади района.

## Саралинское золоторудное месторождение
Расположено в Орджоникидзевском районе, в 85 км к юго-запад от ж.-д. станции Копьево ж.-д. ветки Абакан — Ачинск, в непосредственной близости от посёлка Приисковый. Входит в состав Саралинского золоторудного района. Выявлено в 1898 году. С 1899 началась разведка и эксплуатация жил Андреевской, Каскадной, Щеголевской и др. Всего за период столетней разработки месторождения в эксплуатацию было вовлечено около 20 жил. Кварцевые жилы, характеризуются значительными размерами по простиранию и падению и сравнительно небольшой мощности. В настоящее время запасы месторождения сосредоточены в Каскадной, Андреевской, Параллельной, Промежуточной, Встречной, Диагональной, Приисковой жилах, из них в Каскадной 50 % от общего объёма, Андреевской — 20,4 %. Термином «жилы» классифицируются совокупности кулисообразно залегающих кварцевых линз мощностью 0,3—1,0 м, локализующихся в зонах минерализации мощностью от 3—6 до 25—30 м, протяжённостью по простиранию — 150—3000 м, по падению — 100—1400 м. Жилы прослеживаются на всем протяжении минерализованных зон как по простиранию, так и по падению. Минералогический состав жил сложный. Описано более 50 минералов. Главные рудные минералы: кварц, пирит, арсенопирит, галенит, сфалерит. Распределение золота в плоскости жил неравномерное (гнёзда, кусты, столбы). Содержание золота в рудах колеблется в очень значительных пределах — от 3,2 до 511 г/т и более. Руда малосульфидная, золото-полиметаллически-мышьяковистая, легкообогатимая. Попутным компонентом в рудах является серебро. Месторождение в значительной степени отработано. Жилы вскрыты подземными горными выработками до 22 горизонта (на глубину 1,3 км по падению жил) и до 14 горизонта практически отработаны. В 1995 добыча руды на месторождении прекращена в связи с банкротством предприятия. Месторождение находится на консервации. Запасы, учитываемые государственным балансом, составляют по сумме категорий С1 + С2 6146 кг золота. Всего за весь период эксплуатации месторождения добыто около 44 т золота.

## Саралинское месторождение мрамора
Расположено в Орджоникидзевском р-не, в 70 км юго-западнее ж.-д. станции Копьево ж.-д. ветки Абакан-Ачинск, в 5 км к востоку от п. Орджоникидзевский. Известно с дореволюционных времён, когда разрабатывалось в небольшом масштабе. Геологоразведочные работы проводились в 1934, 1938. Представлено мраморами и мраморизованными известняками, прорванными дайками основного состава мощностью — до 2—З м. Долиной р. Сарала месторождение разделено на 2 промышленных участка. 1-й участок находится на правом берегу реки. Сложен средне-мелкозернистым мрамором снежно-белой, местами розовой и даже зелёной расцветки, участками полосчатым. Характеризуется сильной трещиноватостью, снижающей процент выхода пром. блоков. 2-й участок находится на левом берегу реки. Сложен массивным крупнокристаллическим мрамором снежно-белой, иногда сероватой расцветки. Встречаются участки белого мрамора с чёрной полосчатостью. Минеральный состав мрамора: кальцит 85—95 %, кварц 10—15 %, графит в виде пылеватых скоплений, образующих примазки и прожилки. Гос. балансом по месторождению учитывается запасов в количестве 2 млн м³. Месторождение не разрабатывается.

## Саралинский медно-молибденовый рудный узел
Геологически и географически обособленная площадь в пределах территории Кузнецкого Алатау с развитыми в её пределах месторождениями и проявлениями медных, молибденово-медных, медно-молибденовых руд. Включает в себя Агаскырское месторождение, проявления Ничкурюпское, Карасукское и др.